# SDガンダム外伝 ナイトガンダム物語 大いなる遺産
SDガンダム外伝 ナイトガンダム物語 大いなる遺産（エスディーガンダムがいでん ナイトガンダムものがたり おおいなるいさん）は、1991年12月21日にエンジェル（バンダイ系列）から発売されたスーパーファミコン用ロールプレイングゲームソフト。

## 概要
カードダス等で人気を博した『SDガンダム外伝 ジークジオン編』を題材としたRPG。ナイトガンダム物語シリーズでは、初めてスーパーファミコンでリリースされた作品である。ファミリーコンピュータで展開されてきた『ラクロアの勇者編』から『光の騎士編』までの全4編を網羅しており、カードダスを元に前年発売されたOVAの展開なども取り入れた独自のストーリーとなっている。
味方キャラクターの優劣の激しさ、一部ザコ敵が強すぎること、第3章序盤のアムロひとりでの旅が過酷であることから、不安定なゲームバランスの作品として知られる。

## システム
戦闘
マップ移動中敵モンスターに出会うと画面は自動的にバトルモードに切りかわる。敵モンスターを倒すと経験値、G（ゴールド）がもらえる。宝箱がもらえることもある。経験値が一定の値になるとレベルアップ。
「力には技、技には魔法、魔法には力」の三すくみを再現するため、通常攻撃の防御力は技と素早さ依存、攻撃魔法は防御力に関係なく固定ダメージとなっている。
カードダス
店の白い箱型の機械にて1枚20ゴールドで買いコレクション出来、同一カードを3枚までストックできる。それ以上は10ゴールドで引き取られる。ゲーム中盤以降「コール」の魔法で、戦闘終了までカードに描かれたキャラを非操作キャラとして召喚できる。ただし「使用者のレベルがカード記載のレベル以上であること」が召喚条件。
カードナンバーは実際のカードダスと同じだが、非戦闘員キャラやアイテムのカードは作中には登場しない。

## 登場キャラクター

### 味方キャラクター
パーティーに加えていない仲間はラクロア城下町の酒場に待機している。酒場が開放されている時は、ガンダムを除いた仲間になったキャラクターの入れ替えを自由に行えるが、イベントの進行に応じて酒場が閉鎖されて使用できなくなるので注意。
騎士ガンダム
1・2・4章の主人公。彼自身の能力に加え、序盤から強力な専用装備を入手できるため非常に強い。4章序盤バーサルナイトになり、終盤スペリオルドラゴンへとその姿を変える。
戦士ガンキャノン
ラクロア騎士団の戦士。HPと力が高いが、技と素早さが低い(このゲームでは物理攻撃の防御力は技と素早さの数値から算出される)ため打たれ弱い。1章序盤で仲間になり1章終了と共に離脱。2章ではブラックドラゴンの魂に取り付かれており、中盤のごくわずかな期間しかパーティーに参加しない。特技の「きあい」は気合の一撃が発生しやすいが同時にミスも発生しやすい通常攻撃を行うというもの。
僧侶ガンタンク
ラクロア王国の僧侶。MPが高く、全ての回復魔法を取得する事が出来るが、HPは低く打たれ弱い。1章にてゲーム開始直後に加入するが、1章終了と共に離脱し2章中盤で再加入する。
騎士アムロ
ユニオンのナイト。1章中盤に仲間に加わり1章終了時にメンバーから抜け、3章では主人公となる。ただし、3章は登場するモンスターが強力な上に序盤はアムロ一人となる為、1章での彼の育成状況によっては、3章の進行が大変困難となる可能性がある。ファミコン版と違いムーア界へ行く事はできない。
騎士セイラ
ユニオンの女ナイト。1章ではスライムに姿を変えられているが、サタンガンダムを倒した事でその呪いが解け、ブラックドラゴン戦からメンバーに加わり、2章でも引き続き仲間となる。セイラ専用のアイテムである「じょうおうのむち」「アイマスク」「レザースーツ」を装備させるとガンダムの3種の神器を超える性能を発揮する。
武道家ネモ
ラクロア騎士団の武道家。2章開始直後辺りで仲間になる。HPと力がそこそこ高く、素早さと技のステータスが高く打たれ強い。一撃の威力は低いがミスするまで何度も連続攻撃可能な「れんぞく」の特技を持つ。レベルが上げれば連続攻撃で1ターン中に気合の一撃を何度も出す事がある為、非常に強力なキャラ。
占い師サラサ
2章の序盤でのみ参加。一時期のイベント限定で加入する為、酒場に現れない唯一のキャラ。特技の「うらなう」は相手の攻撃を占い、確実に回避する事ができる。
妖精ジムスナイパーカスタム
森の妖精。1章より登場し、パーティーに助言を与える。2章終盤に仲間になるが、レベル1の状態で加入する。
騎士アレックス
アルガス騎士団団長。ムンゾ帝国との戦いの最中、敵に子供を人質にとられてしまったため捕まってしまう。3章クリア時に救出されパーティー加入は4章から。全体回復魔法や死者復活魔法を修得する。
剣士ゼータ
アルガス騎士団の騎馬隊隊長。技・素早さ・防御力が高く、一部の回復魔法や補助魔法を習得する。3章のイベントでアムロ一人がジオン三魔団の騎士バウ達に囲まれている所を助けに現われるが、仲間になるのはムンゾ城でのイベント後。
闘士ダブルゼータ
アルガス騎士団の戦士隊隊長。HPと力は抜群だが技と素早さが低い為、打たれ弱い。特技の「ひっさつ」は1ターンの溜めを要するが、次ターンの攻撃で敵一体に大ダメージを与える。3章より登場し、普通に進めた場合はムンゾ城で仲間になるが、アルガス城で彼との腕比べに勝った場合はその後のイベント中に加入してくれる。
法術士ニュー
アルガス騎士団の法術隊隊長。MPが非常に高く、ほとんどの戦闘魔法を使いこなすエキスパートだが、回復魔法を取得する事は出来ない。3章のムンゾ城で仲間になる。
ゼータ、ダブルゼータ、ニューが3人ともパーティーにいると3人による協力攻撃を繰り出せる。

### 敵キャラクター（ボス）
黒い三連星
炎の剣を持つ盗賊。盗賊の村で戦う。
サタンガンダム
ジオン族の魔王。サタンガンダム城の他、イベントで闘う機会がある。
ブラックドラゴン
サタンガンダムの正体であり、ナイトガンダムの宿敵。2回行動の上に炎を吐く、超音波（気絶）、甘い匂い（混乱）等攻撃方法が豊富。
マッドゴーレム
伝説の巨人を模して作られた泥の巨人。ペルガミノの宮殿地下で神として崇められていた。
ドラゴンベビー
ブラックドラゴンの子供。光の洞窟で光の弓矢を奪って逃走。強力な魔法を使用するが、MPが極端に少なく、連発できないという弱点を持つ。
マクベ・カッツェ
石の城で待ち受けるジオン族の神官。コールの魔法で手下のジオン族を呼び寄せることがある。
サイコゴーレム
伝説の巨人と恐れられる石の巨人。制御装置の心を奪われ、石の城で対峙する事となる。高い攻撃力、二回行動、気合の一撃以外は1ダメージしか与えられない、魔法無効化など強敵だが、光の弓矢を使うことで弱体化する。
騎士バウ
ジオン三魔団の一人。ムンゾ城で最初に闘う。
闘士ドライセン
ジオン三魔団の一人。ムンゾ城で2番目に闘う。
呪術士キュベレイ
ジオン三魔団の一人。ムンゾ城で3番目に闘う。
ジオダンテ
コンスコン王の玉座が、ジークジオンの魔力によって怪物となったもの。3章のボス。
呪術士ビグザム
ソロモンの城を守る呪術師。4章開始時にフラウ姫を誘拐する。一度倒すと、ゴーストビグザムとなり戦う。
ジオン親衛隊
ティターンの魔塔で待ち受けている3人組。
騎士ゼノンマンサ
ティターンの魔塔で待ち受けている騎士。ジークジオンのいるエリアへ続く扉を守る。ソーラ系の魔法が弱点。
ネオブラックドラゴン
ブラックドラゴンが復活した姿。ティターンの塔・最上階にてバーサル騎士を待つ。
ジークジオン
ジオン族を束ねる『闇の皇帝』にして、本作における最終ボス。

## 魔法

### 移動系魔法
バーニア
フィールド上で一定時間高速移動出来る。敵と遭遇すると解除される。
ターン
一度訪れた町に移動する。
フロア
ダンジョン内で現在いるフロアを確認する。
プレッシャー
フィールド上でのエンカウント率を低下させる。
ライト
ダンジョン内での視野を広げる。
サーチ
ダンジョン内の落とし穴を発見する。
ループ
ダンジョンから脱出する。

### 攻撃系魔法
ルフィラ→ムービルフィラ→メガルフィラ→ギガルフィラ
敵1体の頭上にエネルギーを落とす。
サーベ→ムービサーベ→メガサーベ→ギガサーベ
敵1グループを空気の剣で切り裂く。
ファン→ファンネル→メガファン→ギガファン
敵1グループに無数の稲妻を打ち込む。
バズ→バズレイ→メガバズ→ギガバズ
敵全員を強力な爆風で吹き飛ばす。
トゥール→ムービトゥール→メガトゥール→ギガトゥール
敵1体の敵に与えたダメージを25%HPに吸収する。
パーム→ギガパーム
敵1体を炎で足元から攻撃する。
ソーラ→ソーラレイ→メガソーラ→ギガソーラ
光の攻撃で敵を一撃で倒す。
対象は順に敵1体、敵1グループ、敵全員
スライムル
敵1体をスライムアッザムに変化させる。

### 攻撃補助系魔法
エスケプ
戦闘から退却できる。
ビット
敵1グループを気絶状態にする。
リーダ
敵1体の防御力を8低下させる。
サイコ
敵1体の混乱状態にする。
サイコミュ
敵1グループを混乱状態にする。
ミノスフ
敵1体の魔法を封印する。
ミノスフキー
敵味方全員の魔法を封印する。
原作やFC版ではミノフスキー粒子が元ネタの「ミノフス」「ミノフスキー」だが、このゲームのみ「フ」と「ス」が入れ替わっている。
コール
バトル中カードダスを召喚する。
リコール
敵味方関係なく召喚したカードダスを消す。
ホバー
味方1人の速さを16上昇させる。
ディフェ
味方1体の力を8上昇させる。
マグネ
味方1人の技を8上昇させる。
アーマ
味方1人の防御を8上昇させる。

### 防御系魔法
トリューバ
1ターンのみ味方全員の炎のダメージを50%低下させる。
ジアマー
1ターンのみ味方1人のダメージを無効化させる。
ダミー
味方1人に敵の武器の命中率を下げる（回避率を上げる）。
シール
味方1人の魔法攻撃のダメージを低下させる。

### 回復系魔法
ミディ
味方1人のHPを約30ポイント回復する。
ミディア
味方1人のHPを約80ポイント回復する。
ミディアム
味方1人のHPを全回復する。
ラビア
味方全員のHPを約80前後回復する。
ラビアム
味方全員のHPを全回復する。
リフレ
味方1人をHP4分の1で生き返らせる。
リフレク
味方1人をHP全快で生き返らせる。
キュアー
味方1人の毒状態を治す。
メディカ
味方1人の異常状態を治す。

## アイテム

### 回復系
薬草
HPを30前後回復。
傷薬
HPを80前後回復。
薬箱
HPを80前後回復。
アイテム欄からなくなるまで何度でも使える。
メガパック
使用者のMPを20前後回復。
メガボックス
使用者のMPを20前後回復。
アイテム欄からなくなるまで何度でも使える。
毒消し
毒状態を回復させる。
さんしょのみ
戦闘中に使用すると状態異常を回復できる。
初期出荷版のみバグにより死亡状態も回復させることができる。
魂の玉
一人仲間を復活させる。

### 移動系
たいまつ
洞窟を一定時間明るく照らす。ライトと同じ効果。
聖水
フィールドでの敵の出現率を下げる。プレッシャーと同じ効果。
魔法のルビー
ダンジョンからフィールドに脱出する。ループと同じ効果。
ペガサスの羽
今まで行った事のある町や村へ瞬時に移動できる。ターンと同じ効果。

### 戦闘系
じゃこう
敵一体を混乱させる。
銀の粉
敵一体の魔法を封じる。
銀の玉
敵味方の魔法を封じる。
炎の石
敵一体に炎の攻撃（エフェクトはギガパームと同一）。
アイテム欄からなくなるまで何度でも使える。
稲妻の石
敵全体に雷の攻撃（エフェクトはファンネルと同一）。
アイテム欄からなくなるまで何度でも使える。
爆裂の石
敵全体に爆発の攻撃（エフェクトはバズレイと同一）。
アイテム欄からなくなるまで何度でも使える。
光の石
敵一体に光の攻撃（エフェクトはソーラと同一）。
アイテム欄からなくなるまで何度でも使える。

### その他
コールの書
コールの呪文を覚えることができる。
リコールの書
リコールの呪文を覚えることができる。
青銅の埴輪
世界に5つ存在するといわれているが、ゲーム中では4つしか入手することができない。使用しても何も起こらず、捨てることも預けることもできない。

## 後編
- SDガンダム外伝2 円卓の騎士（1992年12月18日発売）

## 攻略本
- オフィシャルガイドブック SDガンダム外伝 ナイトガンダム物語 大いなる遺産 - バンダイ、1992年1月20日、ISBN 4-89189-209-9
- コミックボンボンスペシャル77 SDガンダム外伝 ナイトガンダム物語 大いなる遺産 - 講談社、1992年3月18日、ISBN 4-06-103277-1